# Спирихина, Любовь Фёдоровна
Любовь Фёдоровна Спирихина (род. 14 октября 1958, Куйбышев) — советская и российская театральная актриса, заслуженная артистка России (2008).

## Биография
В 1980 году окончила театральный факультет Куйбышевского музыкального училища, где обучалась на курсе Петра Монастырского. Работала в Самарском академическом театре драмы, Санкт-Петербургском театре сатиры на Васильевском.
Вскоре после окончания училища вышла замуж за актёра Куйбышевского театра, вместе с которым по приглашению режиссёра Рафаила Рахлина переехала впоследствии в Тулу и была принята в Тульский академический театр драмы. На театральной сцене сыграла более пятидесяти ролей, появившись в таких постановках как «Да здравствует королева!» (1984), «Звезды на утреннем небе» (1987), «Рыцарь большой мечты» (1996), «Поздняя любовь» (2000) и «Грех» (2018).
За заслуги в театральном искусстве Спирихина была награждена Благодарностями губернатора Тульской области (1997), Министра культуры России (2002), департамента культуры Тульской области (2005), дважды была удостоена Губернаторской премии «Триумф» как исполнительница лучшей женской роли (2001, 2006).